# Gynoplistia subformosa
Gynoplistia subformosa là một loài ruồi trong họ Limoniidae. Chúng phân bố ở miền Australasia.